# 高能天文學
高能天文學是研究天體所釋放的高能量電磁波的一個天文學分支。高能天文學包含伽馬射線天文學、X射线天文学和極紫外線天文學；並且也研究微中子和宇宙射線。而這些物理現象的研究也常被稱為高能天文物理學。

## 研究對象
在高能天文學領域中通常研究的天體可能包含黑洞，中子星，活動星系核，超新星，超新星遺跡和伽玛射线暴。

## 任務
一些研究過高能天文學的太空和地面望遠鏡包括如下：
- 伽玛射线轻型探测器 (AGILE satellite)
- 阿尔法磁谱仪(AMS-02)
- 高能立體視野望遠鏡(H.E.S.S.)
- 神奇望遠鏡（英语：MAGIC (telescope)） (Major Atmospheric Gamma-ray Imaging Cherenkov Telescope, MAGIC)
- 费米伽玛射线空间望远镜 (Fermi)
- 国际伽玛射线天体物理实验室 (INTEGRAL)
- XMM-牛顿卫星
- 钱德拉X射线天文台
- 朱雀卫星 (ASTRO-E)
- 罗西X射线计时探测器 (RXTE)
- 皮埃爾·奧傑天文台（英语：Pierre Auger Observatory）
- Telescope Array Project
- 冰立方微中子天文台 (IceCube)
- 天壇陣列（Askaryan Radio Array, ARA）
- 尼尔·格雷尔斯雨燕天文台(Swift)
- 核光谱望远镜阵列 (NuSTAR)

## 外部連結
- NASA's High Energy Astrophysics Science Archive Research Center （页面存档备份，存于）
- http://www.cv.nrao.edu/fits/www/yp_high_energy.html （页面存档备份，存于） - great compendium of links